# Ruslan Dzhamalutdinov
Ruslan Yakubovich Dzhamalutdinov (tiếng Nga: Руслан Якубович Джамалутдинов; sinh ngày 1 tháng 2 năm 1996) là một cầu thủ bóng đá người Nga thi đấu cho FC Kuban-2 Krasnodar.

## Sự nghiệp câu lạc bộ
Anh có màn ra mắt cho đội một của F.K. Kuban Krasnodar vào ngày 23 tháng 9 năm 2015 trong trận đấu tại Cúp quốc gia Nga trước F.K. Shinnik Yaroslavl.